# Édouard Wawrzyniak
Édouard Wawrzyniak bzw. Wawrzeniak, genannt Waggi (* 28. September 1912 in Oberhausen; † 1991), war ein polnischstämmiger französischer Fußballspieler.

## Vereinskarriere
Wawrzyniak gehört zu der Legion polnischer Bergmannsfamilien, die nach Ende des Ersten Weltkriegs – häufig über die Zwischenstation Ruhrgebiet – in das nordfranzösische Kohlerevier einwanderten (wie etwa die Fußballer Jean Snella, Ignace Kowalczyk oder Raymond Kopaszewskis Vorfahren). Er begann in der Jugend des RC Lens, für den er ab 1931 in der ersten Mannschaft eingesetzt wurde – die erste von mehreren Stationen seiner Laufbahn, in der er gemeinsam mit Ignace Kowalczyk auf der linken Angriffsseite stürmte. Ab 1933 spielte der Angreifer für die US Valenciennes-Anzin in der neu geschaffenen, professionellen Division 2. Im Sommer 1935 stieg er mit der USVA in die höchste Spielklasse auf; an diesem Erfolg hatte „Waggi“ zusammen mit „Ignace“, auch hier sein Nebenmann am linken Flügel, maßgeblichen Anteil. In der Hinrunde der Saison 1935/36 wurde der kurz zuvor eingebürgerte Spieler sogar in die französische Nationalelf berufen (siehe unten). In der Division 1 lief es für den Aufsteiger allerdings weniger erfolgreich: Valenciennes musste am Ende als Tabellenvorletzter in die Zweitklassigkeit zurückkehren, obwohl der nur in einem Punktspiel fehlende Linksaußen zahlreiche Treffer vorbereitet und auch selbst zehnmal eingenetzt hatte.
Daraufhin wechselte der „explosive Linksaußen“ gemeinsam mit Ignace zu Olympique Marseille. Marseilles Neutrainer József Eisenhoffer konnte aus einem Fundus an Ausnahmespielern schöpfen – beispielsweise Emmanuel Aznar, Abdelkader Ben Bouali, Vilmos Kohut, Edmond Weiskopf, Mario Zatelli und Torhüter Jaguaré Bezerra de Vasconcelos –, darunter besonders vielen Offensivkräften, so dass Édouard Wawrzyniak es auf nur vier Ligaeinsätze brachte, in denen er mindestens zwei Tore schoss. Dennoch konnte er am Saisonende mit den Südfranzosen seinen ersten Meistertitel feiern. Allerdings zog es ihn anschließend in den Norden zurück: mit Le Havre AC wurde er 1937/38 Zweitligameister; dennoch blieb er nicht in der Normandie, sondern schnürte seine Stiefel für den lothringischen Ligakonkurrenten USB Longwy, der die Saison 1938/39 allerdings nur im Tabellenmittelfeld abschloss.
Nach Ausbruch des Zweiten Weltkriegs wurde er vermutlich zur Armee eingezogen – jedenfalls fehlt sein Name in den Aufstellungen dieser ersten, nur noch als inoffizieller Titelkampf geltenden „Kriegsmeisterschaften“. Nach der deutschen Besetzung des Landes stürmte Waggi für den Liller Vorstadtklub SC Fives auf oberstem Spielniveau. Dieser Teil Frankreichs gehörte zur Zone interdite („verbotene Zone“), in der es 1940/41 keinen Ligabetrieb gab; allerdings durften die Vereine am Landespokal teilnehmen, dessen Wettbewerbe während des Krieges auch heute noch als offizielle zählen. Darin schaltete Fives den RC Lens aus und besiegte im Zonenfinale Excelsior AC Roubaix mit 3:1 n. V.; anschließend traf der SCF auf die Girondins Bordeaux (Sieger im Entscheidungsspiel zwischen den Gewinnern der Wettbewerbe in besetzter und unbesetzter Zone). In diesem landesweiten Endspiel musste sich Wawrzyniaks Mannschaft, in der mit Marceau Somerlinck, Joseph Jadrejak, François Bourbotte und Norbert Van Caeneghem einige weitere namhafte Fußballer standen, den Girondins mit 0:2 geschlagen geben.
Anschließend zog es Wawrzyniak zu Lyon OU in das sogenannte „freie Frankreich“. Ob er 1944/45 noch dort spielte, als Lyon die Meisterschaft der Groupe Sud gewann und im nachfolgenden, inoffiziellen Endspiel gegen den Meister der besetzten Zone, den FC Rouen, mit 0:4 unterlag, ist bisher nicht eindeutig festzustellen. Nach der Befreiung des Landes verdiente er sein Geld als Spielertrainer beim Zweitdivisionär RC Vichy, mindestens in der Saison 1945/46, nach einer anderen Quelle bis 1948.

### Stationen
- Racing Club de Lens (vor 1931–1933)
- Union Sportive de Valenciennes-Anzin (1933–1936, davon 1933–1935 in D2)
- Olympique de Marseille (1936/37)
- Le Havre Athletic Club (1937/38, in D2)
- Union Sportive du Bassin de Longwy (1938/39, in D2)
- Sporting Club Fivois (1940/41)
- Lyon Olympique Universitaire (1941–1945)
- Racing Club de Vichy (1945/46 oder länger, in D2, als Spielertrainer)

## In der Nationalmannschaft
Édouard Wawrzyniak bestritt im November 1935 sein einziges A-Länderspiel für Frankreich gegen Schweden, in dem er mit einem feinen Doppelpass den Treffer von Roger Courtois zum 2:0-Endstand vorbereitete. Auch in dieser Partie bildete er gemeinsam mit Ignace Kowalczyk den linken Flügel. In den frühen Jahren seiner Karriere wurde er zudem mehrmals in die Auswahlelf Nordfrankreichs berufen, mit der er unter anderem gegen eine Essener Stadtmannschaft, die Profielf von Sheffield Wednesday und eine niedersächsische Auswahl spielte.

## Palmarès
- Französischer Meister: 1937 (und Vizemeister 1945 [inoffizieller Titel])
- Französischer Pokalfinalist 1941
- 1 A-Länderspiel (kein Treffer) für Frankreich
- In der Division 1 29 Spiele und 10 Tore für Valenciennes, 4/3 für Marseille (die Zahlen bei Fives und Lyon sind derzeit nicht zu ermitteln)